# Nicolas Bertrand
Pour les articles homonymes, voir Bertrand.
Nicolas Bertrand, né le 20 avril 1982 à Bruxelles en Belgique, est journaliste grand reporter pour France Télévisions,. En septembre 2014, il devient le correspondant de France 2 à New Delhi.
En 2014 et 2018, il est finaliste du prix Albert-Londres. En 2018, il remporte le prix Bayeux Calvados-Normandie des correspondants de guerre avec Thomas Donzel.
En 2020, il quitte le bureau de France 2 en Inde, pour celui de Dakar (Sénégal). Il couvre désormais toute l’actualité de l’Afrique.

## Histoire
Nicolas Bertrand est né et a grandi dans la région du Brabant Wallon en Belgique,.
Après son diplôme de journalisme à l’Ecole de journalisme de Louvain (EJL) obtenu en juin 2005, Nicolas Bertrand commence sa carrière à la radio Antipode à Louvain-la-Neuve,.
Il travaille ensuite pour AB3, puis la RTBF à Namur, avant de partir pour Paris où il participe au lancement de la chaîne d’informations BFM TV,.
En août 2008, il se rend à Kaboul en Afghanistan et devient envoyé spécial pour France 2. Il travaille également en tant que reporter de guerre pour BFM TV, M6, Radio France internationale et la RTBF.
Il devient grand reporter pour France Télévisions depuis 2009.
En 2012, Nicolas Bertrand, accompagné par Antoine Husser, passe deux jours dans la rue à Paris pour comprendre les difficultés quotidiennes de milliers de sans-abris. Son reportage, intitulé « Dans la peau d’un SDF », est diffusé sur France 2.
En septembre 2014, Nicolas Bertrand devient le correspondant de France 2 à New Delhi. Avec d’autres journalistes, il traite divers sujets en Asie du Sud et au Moyen-Orient.
En 2014, il est sélectionné avec Matthieu Renier pour le prix Albert-Londres pour leur reportage « Des Européens sur la route du djihad » diffusé sur France 2 dans Envoyé Spécial.
En février 2015, il remporte le Laurier Grand Reporter Prix Patrick Bourrat pour son reportage « Carnet de route au Nigeria : sur les traces de Boko Haram ».
En octobre 2018, à l’occasion de la 25ème édition du prix Bayeux Calvados-Normandie des correspondants de guerre, il décroche le prix Scam dans la catégorie Télévision grand format pour son reportage « Rohingyas : les damnés de la Birmanie », réalisé avec Thomas Donzel pour l’émission Envoyé Spécial sur France 2,,,,,,,,,,,.
Les deux journalistes sont finalistes du prix Albert-Londres pour le même reportage, la même année,,.
Pendant la crise du Covid_19, Nicolas Bertrand réalise un documentaire « L’Inde, l’impossible confinement » pour Envoyé Spécial, diffusé en avril 2020, dans lequel il raconte son confinement compliqué à New Delhi.
En septembre 2020, Nicolas Bertrand quitte l’Inde, où il était en poste depuis six ans. Il prend la tête du bureau Afrique de France Télévisions à Dakar, au Sénégal, qui couvre l'actualité africaine.

## Principaux reportages
- Des Européens sur la route du jihad, janvier 2014[29]
- Sur les traces de Boko Haram, mai 2014[30]
- Femmes vitriolées : la vie d'après, octobre 2015[31]
- Avec les meilleures intentions du monde, mars 2017[32]
- Rohingyas, les damnés de Birmanie, octobre 2017[33]
- Les enfants vendus du Sri Lanka, mai 2019[34]
- L'Inde, l'impossible confinement, avril 2020[35]